# 시모이바노촌
시모이바노촌(下伊場野村)은 미야기현 시다군에 설치되었던 촌이다.